# José Naranjo
José Alberto Naranjo Rivera (Jalisco, 19 de março de 1926 - 13 de dezembro de 2012) foi um futebolista mexicano que atuava como atacante.

## Carreira
José Naranjo fez parte do elenco da Seleção Mexicana de Futebol, na Copa de 1950 e 1954.